# 100% NL Top 20
De 100% NL Top 20 is een wekelijkse hitlijst op de Nederlandse zender 100% NL.
De lijst bevat de meest populaire Nederlandse producties van die week. Luisteraars hebben de mogelijkheid te stemmen op hun favoriete tracks, via de website van de radiozender.

## Geschiedenis
De eerste uitzending van de 100% NL Top 10 vond plaats op zaterdag 28 mei 2011. Vervolgens was de hitlijst enkele jaren wekelijks op zaterdag te horen.
Sinds 4 januari 2020 draagt de hitlijst de naam 100% NL Top 20 en wordt het programma uitgezonden op zaterdag tussen 15:00 en 17:00 uur. De presentatie ligt in handen van Colin Banks.